# 다카라즈카 가극단 99기생
다카라즈카 가극단 99기생은 2011년 4월에 다카라즈카 음악학교에 입학, 2013년 3월에 다카라즈카 가극단에 입단한 37명을 가리킨다.

## 개요
2011년 음악학교 수험자 수 940명, 합격자 40명, 경쟁률 23.5:1 이었다.
초무대의 연목은 소 카즈호ㆍ마나카 아유 톱콤비 대극장 오히로메 유키구미 공연 「베르사이유의 장미-페르젠편-」이다.
구미마와리를 거쳐 2014년 2월 11일자로 조배속이 되었다.
| 신인공연        | 바우홀          | 동상공연        | 시어터드라마시티 | 에트와르        |
| --------------- | --------------- | --------------- | ---------------- | --------------- |
| 호즈미 마히로   | 호즈미 마히로   | 미소노 사쿠라   | 코자쿠라 호노카  | 와카쿠사 모에카 |
| 하나부사 카오토 | 미소노 사쿠라   | 이로도리 미치루 |                  | 미소노 사쿠라   |
| 스와 사키       | 노노카 히마리   | 노노카 히마리   |                  | 코자쿠라 호노카 |
| 미소노 사쿠라   | 코자쿠라 호노카 |                 |                  | 하나키 마이아   |
| 이로도리 미치루 |                 |                 |                  |                 |
| 노노카 히마리   |                 |                 |                  |                 |
| 코자쿠라 호노카 |                 |                 |                  |                 |

## 주요 학생

### OG
- 미소노 사쿠라 : 전 츠키구미 톱여역
- 호즈미 마히로 : 전 하나구미 남역
- 노노카 히마리 : 전 유키구미 여역

### 현역
- 하나부사 카오토 : 츠키구미 남역
- 스와 사키 : 유키구미 남역
- 이로도리 미치루 : 유키구미 여역
- 코자쿠라 호노카 : 호시구미 여역

## 일람
| 예명            | 생일      | 출신지                      | 출신 학교                 | 신장(cm) | 애칭              | 역할 | 퇴단년도 | 비고                                 |
| --------------- | --------- | --------------------------- | ------------------------- | -------- | ----------------- | ---- | -------- | ------------------------------------ |
| 美園さくら      | 6월 17일  | 도쿄도 에도가와구           | 오오츠마고교              | 164      | 에미치, 에미탄    | 여역 | 2021년   | 사촌동생 우타하나 스즈 (107)         |
| 미소노 사쿠라   | 6월 17일  | 도쿄도 에도가와구           | 오오츠마고교              | 164      | 에미치, 에미탄    | 여역 | 2021년   | 사촌동생 우타하나 스즈 (107)         |
| 諏訪さき        | 10월 3일  | 교토부 교토시               | 노트르담죠가쿠인고교      | 172      | 삿키-             | 남역 |          | 엄마 스와 아이 (59)                  |
| 스와 사키       | 10월 3일  | 교토부 교토시               | 노트르담죠가쿠인고교      | 172      | 삿키-             | 남역 |          | 엄마 스와 아이 (59)                  |
| 華妃まいあ      | 9월 17일  | 효고현 이타미시             | 시립아즈마중학            | 164      | 레이나, 모리레-   | 여역 | 2019년   |                                      |
| 하나키 마이아   | 9월 17일  | 효고현 이타미시             | 시립아즈마중학            | 164      | 레이나, 모리레-   | 여역 | 2019년   |                                      |
| 希峰かなた      | 9월 21일  | 카나가와현 후지사와시       | 현립가마쿠라고교          | 172      | YUI, 유이치       | 남역 |          |                                      |
| 키호 카나타     | 9월 21일  | 카나가와현 후지사와시       | 현립가마쿠라고교          | 172      | YUI, 유이치       | 남역 |          |                                      |
| 小桜ほのか      | 5월 6일   | 도쿄도 토시마구             | 일본여자대학부속고교      | 162      | 호노              | 여역 |          |                                      |
| 코자쿠라 호노카 | 5월 6일   | 도쿄도 토시마구             | 일본여자대학부속고교      | 162      | 호노              | 여역 |          |                                      |
| 亜蓮冬馬        | 9월 9일   | 카나가와현 치가사키시       | 쇼난시라유리가쿠엔중학    | 175      | ANRI, 아렌        | 남역 | 2018년   |                                      |
| 아렌 토마       | 9월 9일   | 카나가와현 치가사키시       | 쇼난시라유리가쿠엔중학    | 175      | ANRI, 아렌        | 남역 | 2018년   |                                      |
| 澄風なぎ        | 4월 22일  | 도쿄도 키타구               | 일본여자대학부속고교      | 167      | 탓쿠, 나기        | 남역 | 2023년   |                                      |
| 스미카제 나기   | 4월 22일  | 도쿄도 키타구               | 일본여자대학부속고교      | 167      | 탓쿠, 나기        | 남역 | 2023년   |                                      |
| 天路そら        | 5월 15일  | 쿠마모토현 아마쿠사시       | 현립아마쿠사고교          | 167      | 마나츠            | 남역 | 2023년   |                                      |
| 아마지 소라     | 5월 15일  | 쿠마모토현 아마쿠사시       | 현립아마쿠사고교          | 167      | 마나츠            | 남역 | 2023년   |                                      |
| 若草萌香        | 11월 4일  | 나라현 이코마시             | 오사카죠가쿠인고교        | 161      | 리리, 디디        | 여역 | 2022년   |                                      |
| 와카쿠사 모에카 | 11월 4일  | 나라현 이코마시             | 오사카죠가쿠인고교        | 161      | 리리, 디디        | 여역 | 2022년   |                                      |
| 遥斗勇帆        | 5월 15일  | 아이치현 나고야시           | 츄쿄대학부속 츄쿄고교     | 175      | 유우호            | 남역 | 2023년   |                                      |
| 하루토 유마     | 5월 15일  | 아이치현 나고야시           | 츄쿄대학부속 츄쿄고교     | 175      | 유우호            | 남역 | 2023년   |                                      |
| 月華雪乃        | 12월 30일 | 사이타마현 사이타마시       | 우라와제1여자고교         | 160      | 마리모리          | 여역 | 2015년   |                                      |
| 츠키하나 유키노 | 12월 30일 | 사이타마현 사이타마시       | 우라와제1여자고교         | 160      | 마리모리          | 여역 | 2015년   |                                      |
| 彩みちる        | 10월 19일 | 도쿄도 메구로구             | 센조쿠가쿠엔고교          | 163      | 우메              | 여역 |          |                                      |
| 이로도리 미치루 | 10월 19일 | 도쿄도 메구로구             | 센조쿠가쿠엔고교          | 163      | 우메              | 여역 |          |                                      |
| 舞雛かのん      | 6월 1일   | 군마현 오오타시             | 토키와고교                | 162      | 미-호             | 여역 | 2016년   |                                      |
| 마이히나 카논   | 6월 1일   | 군마현 오오타시             | 토키와고교                | 162      | 미-호             | 여역 | 2016년   |                                      |
| 姫歌ひな乃      | 6월 6일   | 도쿄도 키요세시             | 도립이구사고교            | 162      | 히메카, 히이      | 여역 | 2015년   | 아빠 전 프로야구선수 토마시노 세이지 |
| 히메카 히나노   | 6월 6일   | 도쿄도 키요세시             | 도립이구사고교            | 162      | 히메카, 히이      | 여역 | 2015년   | 아빠 전 프로야구선수 토마시노 세이지 |
| 若翔りつ        | 9월 6일   | 아이치현 이누야마시         | 현립코난고교              | 174      | 릿츠, 릿쨩        | 남역 |          |                                      |
| 와카토 리츠     | 9월 6일   | 아이치현 이누야마시         | 현립코난고교              | 174      | 릿츠, 릿쨩        | 남역 |          |                                      |
| 輝生かなで      | 4월 24일  | 이바라키현 히가시이바라키군 | 치가쿠칸중등교육학교      | 170      | 아치              | 남역 | 2019년   |                                      |
| 키오 카나데     | 4월 24일  | 이바라키현 히가시이바라키군 | 치가쿠칸중등교육학교      | 170      | 아치              | 남역 | 2019년   |                                      |
| 野々花ひまり    | 1월 18일  | 후쿠오카현 후쿠오카시       | 나카무라가쿠엔여자고교    | 164      | 스, 논            | 여역 | 2024년   |                                      |
| 노노카 히마리   | 1월 18일  | 후쿠오카현 후쿠오카시       | 나카무라가쿠엔여자고교    | 164      | 스, 논            | 여역 | 2024년   |                                      |
| 高峰潤          | 5월 25일  | 효고현 고베시               | 고베야마테여자고교        | 171.7    | 준, 치            | 남역 |          |                                      |
| 타카미네 준     | 5월 25일  | 효고현 고베시               | 고베야마테여자고교        | 171.7    | 준, 치            | 남역 |          |                                      |
| 英かおと        | 10월 28일 | 오카야마현 쿠라시키시       | 현립쿠라시키코죠이케고교  | 172      | 우-               | 남역 |          |                                      |
| 하나부사 카오토 | 10월 28일 | 오카야마현 쿠라시키시       | 현립쿠라시키코죠이케고교  | 172      | 우-               | 남역 |          |                                      |
| 陽向春輝        | 6월 22일  | 도쿄도 메구로구             | 야쿠모가구인고교          | 169      | 다이짱, 하루키    | 남역 | 2019년   |                                      |
| 히나타 하루키   | 6월 22일  | 도쿄도 메구로구             | 야쿠모가구인고교          | 169      | 다이짱, 하루키    | 남역 | 2019년   |                                      |
| 凛乃しづか      | 5월 18일  | 효고현 다카라즈카시         | 현립다카라즈카고교        | 164      | 아노              | 여역 |          |                                      |
| 린노 시즈카     | 5월 18일  | 효고현 다카라즈카시         | 현립다카라즈카고교        | 164      | 아노              | 여역 |          |                                      |
| 桜良花嵐        | 5월 25일  | 아이치현 나고야시           | 미나미야마고교 여자부     | 163      | 타마              | 여역 | 2018년   |                                      |
| 사쿠라라 카란   | 5월 25일  | 아이치현 나고야시           | 미나미야마고교 여자부     | 163      | 타마              | 여역 | 2018년   |                                      |
| ひいな凜        | 3월 22일  | 효고현 고베시               | 고베쇼인중학              | 158      | 히이나, 린, 피-나 | 여역 | 2016년   |                                      |
| 히이나 린       | 3월 22일  | 효고현 고베시               | 고베쇼인중학              | 158      | 히이나, 린, 피-나 | 여역 | 2016년   |                                      |
| 蒼舞咲歩        | 11월 8일  | 사가현 사가시               | 시립야마토중학            | 179      | 사킷포            | 남역 |          | 동생 아논 유세이(103)                |
| 소부 사키호     | 11월 8일  | 사가현 사가시               | 시립야마토중학            | 179      | 사킷포            | 남역 |          | 동생 아논 유세이(103)                |
| 七星美妃        | 5월 30일  | 효고현 고베시               | 고베쇼인고교              | 164      | 미키              | 여역 |          |                                      |
| 나나세 미키     | 5월 30일  | 효고현 고베시               | 고베쇼인고교              | 164      | 미키              | 여역 |          |                                      |
| 瑞希めい        | 8월 27일  | 후쿠오카현 후쿠오카시       | 시립미야타케중학          | 163      | 메이, 아유미      | 여역 | 2015년   |                                      |
| 미즈키 메이     | 8월 27일  | 후쿠오카현 후쿠오카시       | 시립미야타케중학          | 163      | 메이, 아유미      | 여역 | 2015년   |                                      |
| 帆純まひろ      | 3월 15일  | 효고현 니시노미야시         | 시립코료중학              | 170      | 세노, 카포        | 남역 | 2024년   |                                      |
| 호즈미 마히로   | 3월 15일  | 효고현 니시노미야시         | 시립코료중학              | 170      | 세노, 카포        | 남역 | 2024년   |                                      |
| 咲翔みなき      | 4월 21일  | 홋카이도 삿포로시           | 후지여자고교              | 173      | 파루              | 남역 | 2016년   |                                      |
| 사쿠토 미나키   | 4월 21일  | 홋카이도 삿포로시           | 후지여자고교              | 173      | 파루              | 남역 | 2016년   |                                      |
| 陽海ありさ      | 3월 4일   | 오사카부 히가시오사카시     | 푸르가쿠인고교            | 162      | 니시코, ARISA     | 여역 | 2019년   |                                      |
| 히우미 아리사   | 3월 4일   | 오사카부 히가시오사카시     | 푸르가쿠인고교            | 162      | 니시코, ARISA     | 여역 | 2019년   |                                      |
| 天瀬はつひ      | 1월 1일   | 토치기현 사노시             | 코쿠가쿠인토치기고교      | 166      | 세키양, 하츠히    | 여역 | 2020년   |                                      |
| 아마세 하츠히   | 1월 1일   | 토치기현 사노시             | 코쿠가쿠인토치기고교      | 166      | 세키양, 하츠히    | 여역 | 2020년   |                                      |
| 天乃きよら      | 5월 28일  | 효고현 아카시시             | 무코가와여자대학 부속고교 | 161      | 닛키-             | 여역 | 2017년   |                                      |
| 아마노 키요라   | 5월 28일  | 효고현 아카시시             | 무코가와여자대학 부속고교 | 161      | 닛키-             | 여역 | 2017년   |                                      |
| 朝陽つばさ      | 5월 30일  | 군마현 마에바시시           | 도쿄농업대학제2고교       | 169      | 아사히, 바즈      | 남역 | 2025년   |                                      |
| 아사히 츠바사   | 5월 30일  | 군마현 마에바시시           | 도쿄농업대학제2고교       | 169      | 아사히, 바즈      | 남역 | 2025년   |                                      |
| 春矢祐璃        | 4월 25일  | 카가와현 나카타도군         | 현립마루가메고교          | 170      | 밋파, 미하루      | 남역 | 2023년   |                                      |
| 하루야 유우리   | 4월 25일  | 카가와현 나카타도군         | 현립마루가메고교          | 170      | 밋파, 미하루      | 남역 | 2023년   |                                      |
| 隼玲央          | 4월 11일  | 효고현 아시야시             | 히바리가오타가쿠엔고교    | 172      | 안쨩              | 남역 | 2021년   |                                      |
| 하야토 레오     | 4월 11일  | 효고현 아시야시             | 히바리가오타가쿠엔고교    | 172      | 안쨩              | 남역 | 2021년   |                                      |
| 万名月洸        | 10월 16일 | 도쿄도 스기나미구           | 일본여자대학부속중학      | 175      | 마나티-, 코우     | 남역 | 2015년   |                                      |
| 마나즈키 코우   | 10월 16일 | 도쿄도 스기나미구           | 일본여자대학부속중학      | 175      | 마나티-, 코우     | 남역 | 2015년   |                                      |
| 璃央じゅん      | 4월 10일  | 미에현 스즈카시             | 스즈카고교                | 178      | 와카나            | 남역 | 2016년   |                                      |
| 리오 쥰         | 4월 10일  | 미에현 스즈카시             | 스즈카고교                | 178      | 와카나            | 남역 | 2016년   |                                      |
| 桜里まお        | 9월 29일  | 후쿠오카현 오고오리시       | 후쿠오카후타바고교        | 164.5    | 아스카            | 여역 | 2021년   |                                      |
| 오우리 마오     | 9월 29일  | 후쿠오카현 오고오리시       | 후쿠오카후타바고교        | 164.5    | 아스카            | 여역 | 2021년   |                                      |